# Bertolt Brecht
Eugen Berthold Friedrich Brecht, känd som Bertolt Brecht (tyskt uttal [bʀɛçt]), född 10 februari 1898 i Augsburg i Bayern i Tyskland (dåvarande Kungariket Bayern i Kejsardömet Tyskland), död 14 augusti 1956 i Berlin i Tyskland (dåvarande Östberlin i Östtyskland), var en tysk författare och regissör, som är mest känd som dramatiker, lyriker och teaterteoretiker.

## Liv och verk

### Tidiga influenser
Brechts tidiga produktion var starkt influerad av Frank Wedekind och även – på ett alldeles eget sätt – av expressionismens litteratur och teater, inte minst dess samhällskritiska, politiserade hållning. Han skrev dikter och ballader, ofta med ett provokativt innehåll i Wedekinds anda, och huvudpersonen i skådespelet Baal (första versionen skrevs 1918), en outcast-poet, har lånat drag av just Wedekind men även av den unge Brecht själv. Det första skådespel av Brecht som blev uppfört var Trummor i natten (Trommeln in der Nacht) 1922. Brecht flyttade 1924 till Berlin där han skrev bland annat Tolvskillingsoperan (Die Dreigroschenoper; 1928, baserad på John Gays Tiggarens opera) och Staden Mahagonnys uppgång och fall (Aufstieg und Fall der Stadt Mahagonny; 1930).  Han gifte sig 1928 med den österrikiska skådespelerskan Helene Weigel, som han under återstoden av livet levde och arbetade tillsammans med.

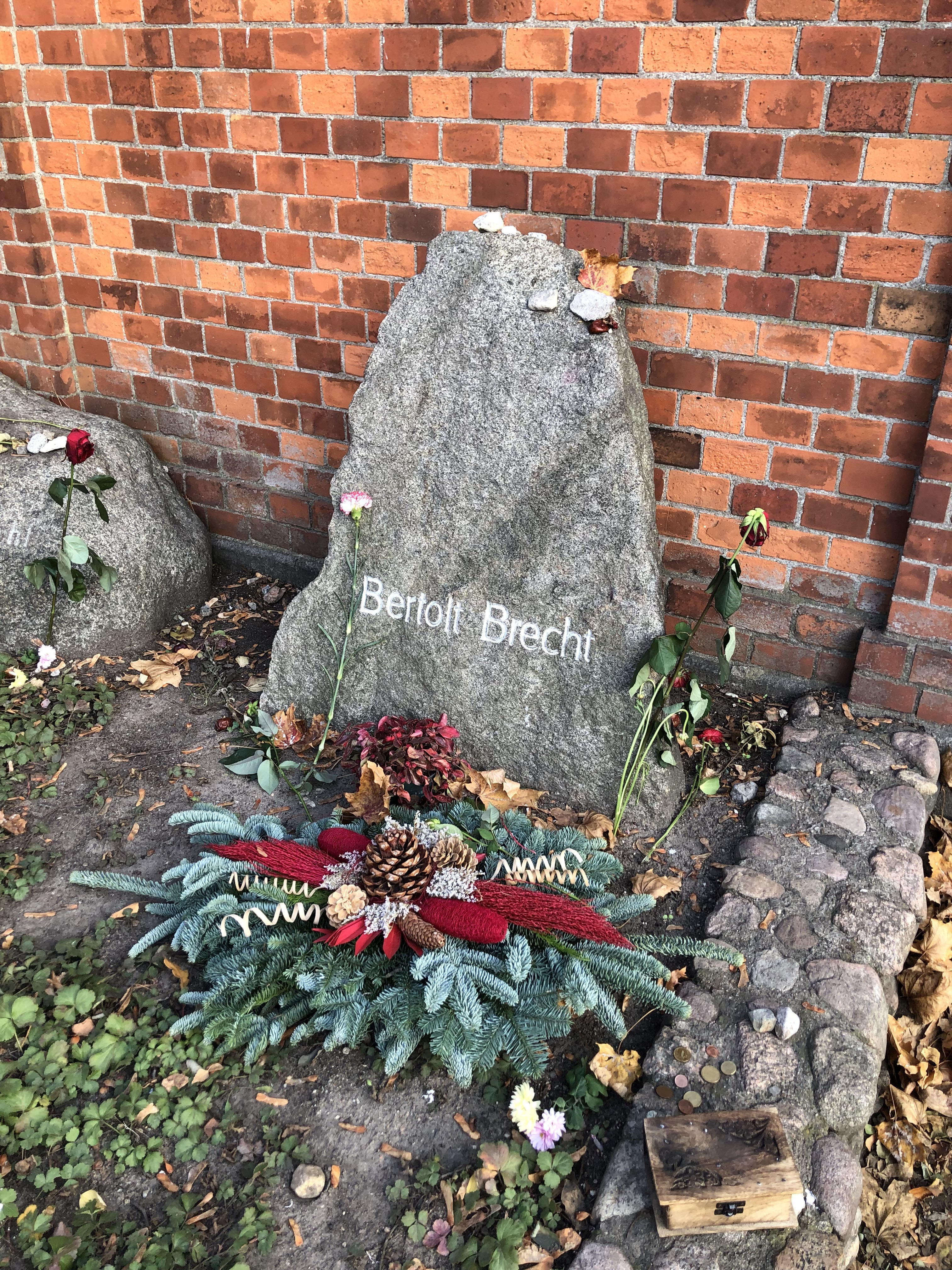
Bertolt Brechts gravsten i Dorotheenstädtischer Friedhof i Berlin, Tyskland, 2018.

### Politisk teater
Under andra halvan av 1920-talet blev Brecht alltmer politiskt intresserad. Han kom att pröva sin nya kommunistiska övertygelse i några så kallade lärostycken under 1930-talets första år (mest känt är Åtgärden, Die Maßnahme, 1930). Inspirerad av Erwin Piscator från 1926 och framåt utvecklades också teorin om den så kallade episka teatern. Brecht kom att förespråka en starkt politiskt färgad teater som arbetar med distanseringseffekter eller Verfremdungseffekte, som den tyska termen lyder.

### Exilåren
Efter det nazistiska maktövertagandet 1933 valde Brecht att lämna sitt fosterland. Flera utgivna verk av honom, som Versuche och Hauspostille und Songs, brändes demonstrativt under bokbålen runt om i Nazityskland samma år. Han uppehöll sig först en tid i Österrike och Schweiz innan han på våren samma år slog sig ner i Danmark, där han tillsammans med makan Helene Weigel fick en tillflyktsort på Thurö hos den danska författaren Karin Michaëlis  och där han blev kvar i fem år.1934 skrev han kampsången Einheitsfrontlied till musik av Hanns Eisler. 1939 sökte Brecht sin tillflykt i Sverige och bodde då på Lidingö. I Stockholm träffade han den tyske konstnären Hans Tombrock, med vilken han inledde ett fruktbart samarbete. Året efter flyttade han till Finland och 1941 kom han till Kalifornien i USA. 1947 förhördes Brecht i kongressens utskott för undersökning av oamerikansk verksamhet, om sitt förhållande till kommunismen och Sovjetunionen.
Under exilperioden var han mycket litterärt produktiv och skrev flera centrala verk; bland annat Mor Courage och hennes barn (Mutter Courage und ihre Kinder; 1939), Den goda människan i Sezuan (Der gute Mensch von Sezuan; 1940) och Den kaukasiska kritcirkeln (Der kaukasische Kreidekreis; 1945).

### Berliner Ensemble
Brecht flyttade kort efter det amerikanska kongressförhöret tillbaka till Europa, först till Zürich i Schweiz och 1949 vidare till Östberlin. Där bodde han sedan och drev teatergruppen Berliner Ensemble tillsammans med bland andra makan Helene Weigel fram till sin död 1956. Berliner Ensembles hemmascen var från 1954 "Theater am Schiffbauerdamm". De mest berömda aktriser som var verksamma där var makan Helene och Gisela May, den senare för en svensk publik kanske mest känd som oefterhärmlig uttolkare av de välkända Brecht-sångerna, tonsatta av bland andra Kurt Weill och Hanns Eisler. Brecht var dock inte medborgare i DDR, utan blev 1950 i stället österrikisk medborgare, trots att han varken härstammade från eller var bosatt i det landet.
Under de sista åren, efter det att han flyttat till DDR,  ägnade sig Brecht mest åt praktiskt teaterarbete, men skrev även lyrik. Han bodde under somrarna på 1950-talet i kurorten Buckow öster om Berlin, och hans och makan Helene Weigels sommarhus är idag museum.

### Död och begravning
Brecht ligger begravd på Dorotheenstädtischer Friedhof i Berlin.

## Diktexempel
Bertolt Brechts egalitära tänkande kom kanske bäst till uttryck i den berömda dikten Lärandets lov (Lob des Lernens; 1930): 
Lär dig det enklaste! Gör det nu
Ty nu är stunden här
Det är aldrig för sent!
Lär dig ditt ABC, det är inte nog, men 
Lär det! Låt dig inte hindras!
Börja nu! Allting bör du veta!
Du skall ta ledningen och makten.
(---)
Var inte rädd för att fråga, kamrat!
Låt ingen lura dig
Se efter själv!
Vad du inte själv vet
Vet du ej.
Granska din räkning
Du ska ju betala.
Sätt ditt finger på varje siffra
Fråga: hur kom den hit?
Du skall ta ledningen och makten.
(---)

## Verk

### Pjäser i urval
- Trummor i natten (Trommeln in der Nacht) 1922
- Baal (Baal) 1923
- Tolvskillingsoperan (Die Dreigroschenoper) 1928
- Staden Mahagonnys uppgång och fall (Aufstieg und Fall der Stadt Mahagonny) 1930
- Heliga Johanna från slakthusen (Die heilige Johanna der Schlachthöfe) 1932
- Fru Carrars gevär (Die Gewehre der Frau Carrar) 1937
- Tredje rikets fruktan och elände (Furcht und Elend des dritten Reiches) 1938
- Mor Courage och hennes barn (Mutter Courage und ihre Kinder) 1939
- Galileis liv (Leben des Galilei) 1939
- Den goda människan i Sezuan (Der gute Mensch von Sezuan) 1940
- Herr Puntila och hans dräng Matti (Herr Puntila und sein Knecht Matti) 1941, i samarbete med Hella Wuolijoki
- Den kaukasiska kritcirkeln (Der kaukasische Kreidekreis) 1945
- Soldaten Svejk i andra världskriget (Schweyk im zweiten Weltkrieg[8]) postum, skriven under kriget
- Arturo Ui (Der aufhaltsame Aufstieg des Arturo Ui) skriven 1941, publicerad 1957, uruppförd 1958[9]

### Poesi (utgivet på svenska)
Under sin livstid skrev Brecht hundratals dikter, ofta förankrade i sociala teman. Han hämtade friskt influenser från såväl klassiska diktare som Villon och Heine, som medeltida tiggarvisor och schlagrar från 1920-talet. Hans poesi är också influerad av Rudyard Kipling. 
- Sånger mellan krigen, i urval av Erwin Leiser (FIB:s Lyrikklubb, 1955)
- Dikter 1918–1956, i urval och tolkning av Arnold Ljungdal (Bonnier, 1964).
- Etthundra dikter, svensk tolkning av Anders Aleby, företal av Jörn Donner (FIB:s Lyrikklubb, 1965)
- Jag behöver ingen gravsten: dikter 1917–1956, i urval av Lars Bjurman och Jan Hammarlund, översättningar Anders Aleby (Symposion, 1998)

## Priser och utmärkelser
- 1922: Kleistpriset för Trommeln in der Nacht
- 1954: Stalinpriset
- Asteroiden 12298 Brecht[10]